# Pátera

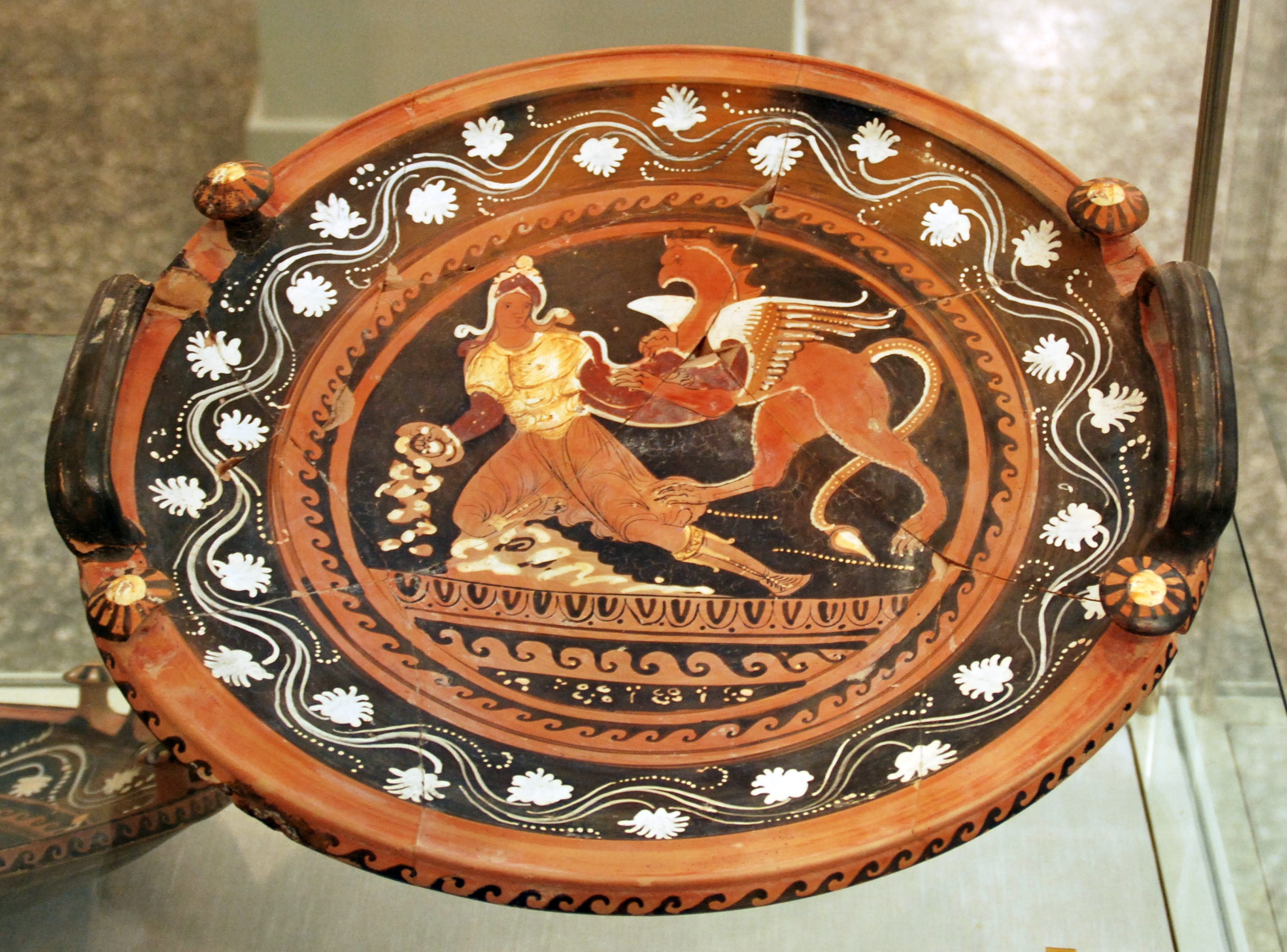
Pátera da Apúlia,, atualmente em Kiel

Pátera (em latim: patera; plural: paterae) era um prato longo e raso usado para beber, ou um cálice usado primariamente no contexto de um ritual como uma libação. Estas páteras eram usadas com frequência em Roma. Páteras são frequentemente representadas em moedas romanas do Império Romano onde Salo segura uma pátera com a qual alimenta uma cobra.